# Undenäs
Undenäs est une localité de la commune de Karlsborg dans le comté de Västra Götaland en Suède.
Sa population était de 222 habitants en 2019.